# Callitris endlicheri
Espèce
Classification phylogénétique
Statut de conservation UICN

 LC  : Préoccupation mineure
Callitris endlicheri, le cyprès noir d'Australie, est une espèce de conifères de la famille des Cupressaceae originaire d'Australie.
C'est un arbre d'une vingtaine de mètres de haut, aux aiguilles courtes (2 à 4 mm) et foncées.
C'est un arbre fréquent dans l'est de l'Australie (Queensland, Nouvelle-Galles du Sud et Victoria).